# 薩利哈巴德
薩利哈巴德（波斯語：‎，也被罗马化为Şāleḩābād）是伊朗的城市，位於該國西北部，由哈馬丹省負責管轄，距離首府哈馬丹17公里，海拔高度1,764米，2006年人口7,708，居民大多數是阿塞拜疆人。